# Symphonie celtique-Tír na nÓg
| Recensione | Giudizio |
| ---------- | -------- |
| AllMusic   |          |

Symphonie celtique-Tír na nÓg è un doppio album di Alan Stivell, pubblicato dalla CBS Records (anche dalla PDU Records e Dreyfus Records) nel 1980 (alcune fonti riportano come data di pubblicazione il dicembre 1979, sull'etichetta del vinile è stampato il 1980). 

## Tracce
Brani composti da Alan Stivell
Lato A
Kelc'h Unan - premier cercle
1. Beaj – 4:38
2. Hiraezh: Hiraezh: Gwerz 1 – 3:22
3. Hiraezh: Loc'h Ar Goulenn – 3:43
4. Divodan – 10:16

Lato B
Kelc'h Daou - deuxième cercle
1. Emskiant – 3:46
2. Kendaskren – 4:01
3. Imram – 8:53
4. Dilestran – 4:16

Lato C
Kelc'h Tri - troisième cercle (Suite)
1. Ar C'hammou Kentan – 4:02
2. Ar Geoded Skedus – 5:26
3. Ar Bale Trema'r Geoded – 6:41
4. Ar Geoded Skedus (Suite) – 1:03

Lato D
Kelc'h Tri - troisième cercle (Suite)
1. Gouel Holivedel I – 4:08
2. Gouel Holivedel II – 4:41
3. Gouel Holivedel III – 5:41
4. Gouel Holivedel IV – 3:09
5. An Distro – 0:40

## Musicisti
- Alan Stivell - voce, arpa celtica, arpe, cornamusa scozzese, flauto irlandese, bombarda, arrangiamenti
- Chris Hayward - flauto traverso, percussioni orientali, percussioni, arrangiamenti
- Robby Finkel - tastiere
- Michel Prezman - tastiere, arrangiamenti
- Dominique Widiez - tatiere
- Marc Perru - chitarre
- Mikael Valy - chitarra basso
- Roger Secco - batteria
- Padrig Kerre - fiddle, mandola, bodhrán
- Daniel Herve - cornamusa irlandese
- Youenn Sicard - bombarda
- Dominique Le Boucher - bombarda
- Christian Faucheur - bombarda
- Roland Becker - bombarda
- Herve Renault - cornamusa scozzese
- Bruno Le Rouzic - cornamusa scozzese
- Armel Denis - cornamusa scozzese
- Hubert Raud - cornamusa scozzese
- Yann Fanch Ar Merdy - batteria scozzese
- Loeis Roujon - batteria scozzese
- Roger Berthier - violino
- Michel Cron - violino
- Pierre Defaye - violino
- Jean Gaunet - violino
- Didier Saint-Aulaire - violino
- Pierre Couzinier - violino
- Lucien Pérotin - violino
- John Cohen - violino
- Christos Michalakakos - viola
- René Brisset - viola
- Claude Dambrine - viola
- Jean-François Benatar - viola
- Daniel Faidherbe - viola
- Pierre Cheval - viola
- Rémi Brey - viola
- Michel Lacrouts - violoncello
- Jean Lamy - violoncello
- Jacques Wiederker - violoncello
- William Stahl - violoncello
- Jean-Charles Capon - violoncello
- Jean-Jacques Wiederker - violoncello
- Audin - violoncello
- Willi Lockwood - contrabbasso
- Yves Chabert - contrabbasso
- Emile Mayousse - oboe
- Michel Descarsin - oboe
- Claude Maisonneuve - oboe
- Pierre Gossez - sassofono soprano
- Daniel Neuranter - fagotto (bassoon)
- Michel Aucante - fagotto
- Marc Rolleri - fagotto
- Jean-Louis Fiat - fagotto
- Michel Tavernier - controfagotto (double bassoon)
- Francis Pottiez - double bassoon
- Jean-Jacques Justaire - corno
- Yves Valada - corno
- Patrick Petitdidier - corno
- Jean-Paul Quennesson - corno
- Bernard Marchais - flicorno
- Guy Bardet - flicorno
- Christiane Legrand - direzione coro
- Nicole Darde - coro
- Anne Germain - coro
- Claudine Meunier - coro
- Jean Cussac - coro
- José Germain - coro
- Anton Elder - coro
- Michel Baroquille - coro
- Joseph Novés - coro
- François Walle - coro
- Djurdjurda - gruppo vocale algerino (canti berberi)
- Marie-José Cochevelou - voce
- Maire Fenton - canti irlandesi
- Uña Ramos - kena
- Narendra Bataju - sitar
- Mrs. Bataju - tambura[1][4][5]